# Nganza (Kananga)
Pour les articles homonymes, voir Nganza.
 (août 2017).
Si vous disposez d'ouvrages ou d'articles de référence ou si vous connaissez des sites web de qualité traitant du thème abordé ici, merci de compléter l'article en donnant les références utiles à sa vérifiabilité et en les liant à la section « Notes et références ».
Nganza est une commune de la ville de Kananga en république démocratique du Congo.

## Historique du nom
Cette commune s'appelait autrefois Tshimbi, du nom d'un ancien chef coutumier originaire de Bakwanga aujourd'hui Mbuji Mayi. La commune tire son nom d'un ruisseau qui traverse la commune et se jette plus loin dans la rivière Lulua (lire : loulouwa).

## Géographie
C'est une commune pauvre habitée majoritairement par des cultivateurs et aussi les commerçants. Il existe une petite activité commerciale (marché de la commune) autour de la maison communale.

## Histoire
En mars 2017, un massacre commis par l'armée envers la population a eu lieu à Nganza.

## Infrastructures
Récemment, la route reliant le centre ville de Kananga à la commune de Nganza a été bétonnée jusqu'au rond-point de la maison communale. Cette route continue jusqu'au secteur de Nkonko et l'hôpital de Tshikaji (Institut Médical Chrétien du Kasaï) abrégé (I.M.C.K.) c'est un hôpital protestant Américain de la dénomination presbytérienne, c'est hôpital un central hydroélectrique et un réseau de distribution d'eau privé.(rejoignant la route nationale le long du chemin de fer).
Il y a pénurie d'électricité malgré les poteaux électriques déjà installés et aussi d'eau potable,  La population attend la fin des travaux de chute Katende. et aussi il y a un centre de santé et une maternité au niveau de l'église Catholique sainte Thérèse de l’hôpital I.M.C.K.  
On y trouve aussi une école des officiers appeler EFO (Ecole de formation), on dit que c'est une commune avec un caractère semi rurale mais très agréable à vivre[réf. souhaitée].      
Il y a des écoles dont trois catholique de niveau primaire, une de niveau secondaire, une école Kimbanguiste de niveau secondaire, et deux écoles officiels de niveau primaire, l'école de la paroisse Sainte Thérèse de Nganza est une école pour les filles et  Il y a trois églises catholiques, une église protestante presbytérienne et une grande église Néo Apostolique. Il y a un ravin qui menace le quartier de la rue Lubi; mais des volontaires sont en train d'y travailler.    

## Composition ethnique
Nganza est majoritairement habitée par les originaires du territoire de Dibaya ; plus particulièrement les Bajila Kasanga ou descendants de Kasanga dont le roi traditionnel est Kamuina Nsapu.    